# Armstrong Siddeley Serval
L'Armstrong Siddeley Serval fu un motore aeronautico radiale a dieci cilindri, in doppia stella, raffreddato ad aria sviluppato dall'azienda britannica Armstrong Siddeley nei tardi anni venti del XX secolo.
Prodotto in diverse versioni tra la fine degli anni venti ed il decennio successivo, fu parte del processo progettuale che, sfruttando la modularità delle singole componenti, aveva avuto come predecessori dapprima il quattordici cilindri Jaguar e poi il cinque cilindri Mongoose. La disposizione dei cilindri "a doppia stella", composte ciascuna da cinque elementi, ne determinò l'iniziale denominazione di Double Mongoose.

## Storia del progetto
L'origine del Serval viene datata al mese di maggio del 1928, ma non si hanno notizie dell'impiego del motore fino alla comparsa nei cieli britannici del monoplano Armstrong Whitworth A.W.15 Atalanta che, portato in volo per la prima volta il 6 giugno 1932, fu messo in servizio dalla Imperial Airways alla fine del successivo mese di settembre.
Durante la propria vita operativa il Serval fu realizzato anche in versioni dotate di riduttore del numero dei giri per le eliche e di meccanismo di compressione.

## Descrizione tecnica
Frutto, sostanzialmente, dell'accoppiamento su un unico albero motore di due unità del precedente motore Mongoose, il Serval era un radiale a dieci cilindri raffreddati ad aria, con sistema di alimentazione a carburatori e distribuzione a due valvole disposte sulla testa del cilindro.
Ne fu realizzata anche una versione dotata di compressore, nella quale il rapporto di compressione aumentava da "5:1" a "5,15:1".

## Versioni
I dati relativi alle versioni sono tratti da "British Aero Engines" in "Flight", se non diversamente indicato.
- Serval I: prima versione prodotta, si caratterizzò rispetto alle versioni successive per la presenza di demoltiplica sul mozzo dell'elica; forniva la potenza di 340 cavalli vapore britannici (250 kW) a 2 000 giri al minuto, al livello del mare.
- Serval IIIB: versione dotata di compressore; manteneva inalterata la potenza di 340 cavalli vapore britannici (250 kW) a 6 500 metri di quota.
- Serval IV: inalterate le caratteristiche di dimensioni e numero dei giri, questa nuova versione era in grado di sviluppare una potenza leggermente superiore, pari a 350 cavalli vapore britannici (260 kW).

## Utilizzatori
- Armstrong Whitworth A.W.15 Atalanta
- BFW M.36
- Canadian Vickers Vancouver
- Fairey Fox
- ICAR Comercial
- Saro Cloud

### Annotazioni
1. ↑  Servalo, in lingua inglese.
2. ↑  Almeno dalle fonti reperite.
3. ↑  Mangusta, in lingua inglese.
4. ↑  Anche in questo caso le fonti reperite non danno indicazioni dettagliate circa il tipo di compressore.

### Fonti
1. ↑  Lumsden, 2003, p. 77.
2. 1 2 3 4  Flight, 5 dicembre 1935, p. 587.
3. ↑  Gunston, 2006, p. 13.

### Pubblicazioni
- (EN) Armstrong-Siddeley and Armstrong-Whitworth (PDF), in Flight, Londra, 11 gennaio 1934,  pp. 43-44. URL consultato il 22 febbraio 2018.
- (EN) Aircraft Engines (PDF), in Flight, Londra, 28 giugno 1934,  p. 657. URL consultato il 22 febbraio 2018.
- (EN) British Aero Engines (PDF), in Flight, Londra, 5 dicembre 1935,  pp. 581-7. URL consultato il 22 febbraio 2018.